# Леон Буржуа
Леон Віктор Огюст Буржуа (фр. Léon Victor Auguste Bourgeois фр.: [leɔ̃ buʁʒwa]; 29 травня 1851, Париж — 29 вересня 1925, Шато-д'Ожер) — французький державний діяч та юрист, лауреат Нобелівської премії миру за 1920 рік.

## Життєпис
Народився 1851 року в Парижі у родинні годинникаря. Навчався на юридичному факультеті Паризького університету, де отримав ступінь доктора права, після чого нетривалий час займався адвокатською практикою. У 1882 році його було призначено префектом департаменту Тарн, у 1885 — префектом Верхньої Гаронни, з 1887 Буржуа очолив паризьку поліцію. У 1890 році його призначено міністром внутрішніх справ, а з 1890 по 1892 рік був міністром громадської освіти. З 1892 по 1893 рік очолював міністерство юстиції та вів розслідування Панамського скандалу.
1895 року став прем'єр-міністром та сформував власний кабінет, до якого увійшли радикал-соціалісти. Уряд Буржуа приділяв увагу переважно соціальним питанням та ухвалив власну соціальну програму, фінансувати яку пропонувалось за рахунок прогресивного податку на прибуток. Ця пропозиція була відкинута, та у квітні 1886 року уряд Буржуа подав у відставку.
1899 року та 1907 році Буржуа очолював французьку делагацію на Гаазьких конференціях, а 1906 року, обіймаючи посаду міністру закордонних справ, представляв Францію на конференції у Альхесірасі. Буржуа був членом комісії по складанню уставу Ліги Нації, а 1920 року обраний головою Ради Лігі Нації. Того ж року за зусилля із затвердження миру засобами арбітражу був нагороджений Нобелівською премією миру. З 1920 по 1923 року очолював Сенат Франції. Помер 1925 року в Шато-д'Ожер.